# Sidral

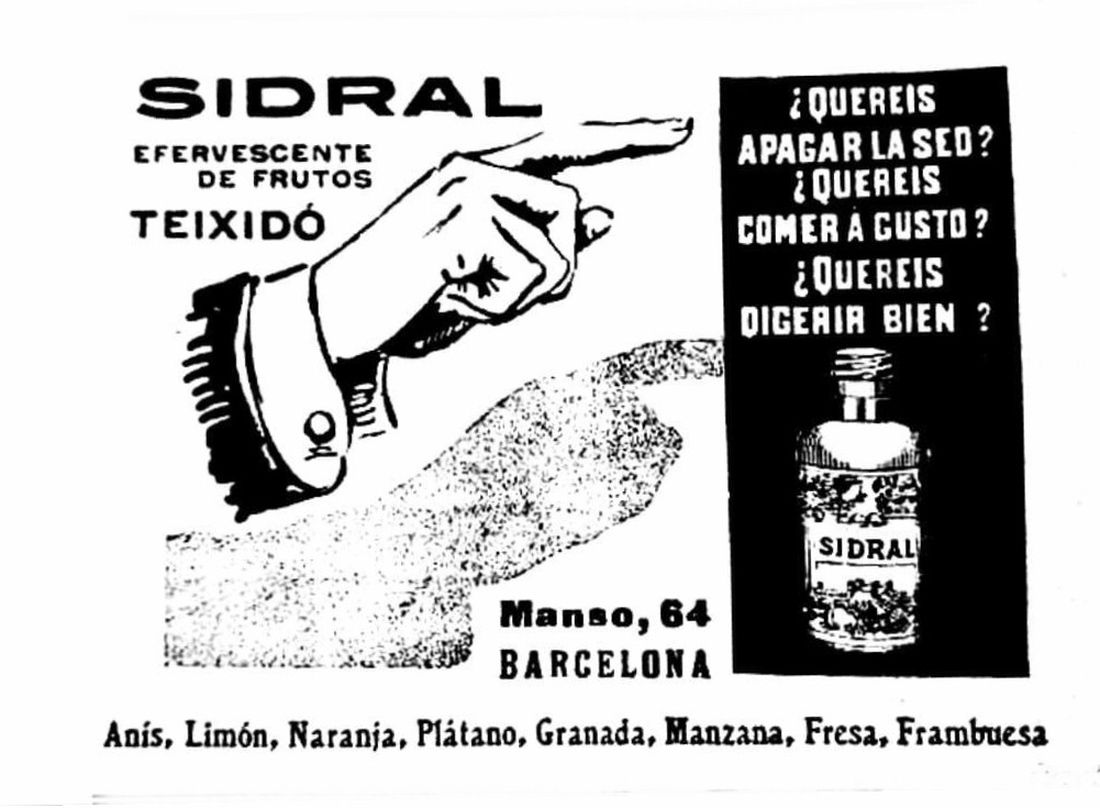
Anunci sidral, 1907

El sidralo pólvores efervescents, és una barreja, efervescent i dolça, d'almenys dos tipus de pólvores. El producte comercial es ven per fabricar begudes gasoses, o refrescs efervescents, però que també es consumeix amb una cullera petita o submergint dins del sobre i llepant després: una piruleta, una barreta de pega dolça, un pal que ve inclòs o fins i tot el dit, humitejats amb saliva. El nom genèric de sidral es va emprar a Catalunya i a "alguns" llocs de la península, però tot i ser d'ús universal, tenia noms diferents a cada país, a Anglaterra es deien Sherbet, a Alemanya Brausepulver, etc... De vegades, també s'utilitzaven pastilles efervescents i cubs efervescents. Encara avui dia, les pólvores efervescents també s'utilitzen com una forma de dosificació farmacèutica de medicaments o suplements nutricionals.

## Composició i funcionalitat

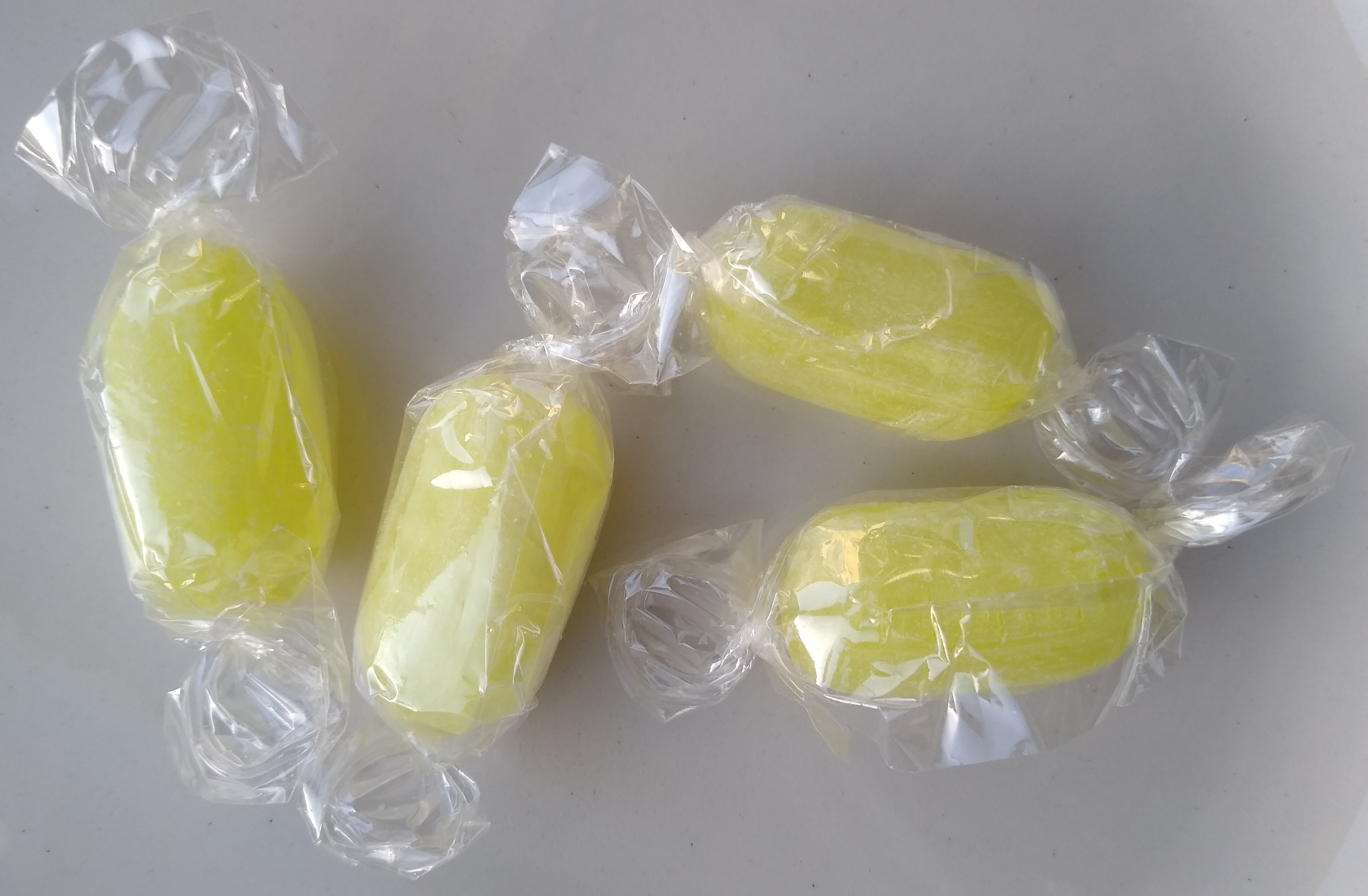
Versió tradicional

Si s'afegeix a l'aigua, una barreja de bicarbonat de sodi (NaHCO3) i àcid cítric o bé àcid tartàric, el bicarbonat de sodi i l'àcid reaccionen entre ells, produint citrat de sodi o bé tartrat de sodi i àcid carbònic, i aquest darrer es descompon, en una reacció efervescent, en més aigua i diòxid de carboni.
L'àcid cítric (C6H8O7), dissolt en aigua amb el bicarbonat, tenint en compte que enmig es genera àcid carbònic, desencadena la següent reacció endotèrmica :
{\displaystyle \mathrm {3\ NaHCO_{3(aq)}+C_{6}H_{8}O_{7(aq)}\to \ Na_{3}C_{6}H_{5}O_{7(aq)}+3\ H_{2}O_{(l)}+3\ CO_{2(g)}} }
Les pólvores efervescents produïdes industrialment també poden contenir sucre, aromatitzants, colorants alimentaris i altres additius.

## Història

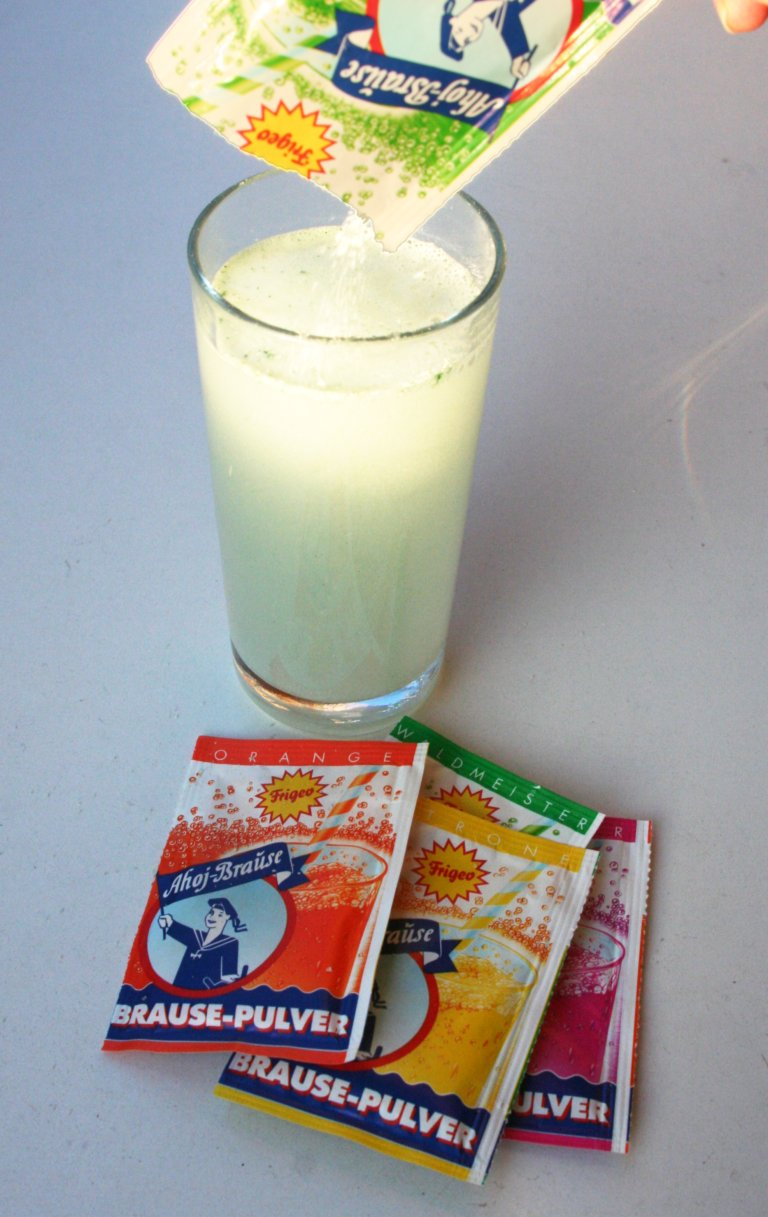
Ahoj pólvores efervescents de Frigeo

Les pólvores efervescents (llatí: Pulvis aërophŏrus, en el llenguatge dels farmacèutics) ja es venien al segle XIX. En aquells temps, era habitual que portessin àcid tartàric.
Els Brausepulver es preparaven a finals del segle XIX a Alemanya, de la següent manera: “Per utilitzar-lo, aboqueu una culleradeta plena de Brausepulver en un got mig ple d'aigua, remeneu-lo una vegada i beveu-lo el més ràpidament possible mentre està efervescent. […] Com que sempre es perd molt diòxid de carboni i es gaudeix principalment per l'efecte de les bombolles, el mètode d'ús habitual té desavantatges, és molt més convenient posar les pólvores a la boca i sentir el formigueig sobre la llengua".
Paral·lelament a Anglaterra les pólvores efervescents s'anomenaven Sherbet o Soda-powder, es venien per separat en càpsules de colors (una amb 2 g de bicarbonat de sodi i l'altre amb 1,5 g d'àcid tartàric ) i només es barrejaven en el moment posar-les dins l'aigua immediatament abans de beure. A finals del segle XIX ja hi havia versions aromatitzades amb gust de gingebre o menta. Fins i tot s'utilitzaven com a pólvores barrejades amb medicaments per fer-ne el gust més agradable.
Les primeres pólvores efervescents produïdes industrialment van ser Fabricades al segle XIX per l'empresa Stollwerck de Colònia. Estaven fetes amb sucs de fruites evaporats, sucre de canya, àcid cítric i bicarbonat de sodi.
El 1925, Theodor Beltle de Stuttgart - Bad Cannstatt i el seu cunyat Robert Friedel van fundar l'empresa Robert Friedel GmbH (Frigeo), que va produir les Friedel-Brause o "pólvores de llimonada gasosa per a totes les classes de població". Inicialment, el conjunt efervescent es venia en bosses triangulars amb dues tauletes separades que contenien bicarbonat de sodi i àcid tartàric, que s'havien d'afegir a l'aigua. Els únics sabors que s'oferien eren taronja i llimona. A la dècada de 1930, la preparació es va passar a vendre en forma de pólvores i es va introduir la marca "Ahoj".
L'any 1951, van sortir al mercat alemany, els pals efervescents SADEX. El nom estava format pel cognom del propietari de l'empresa Fritz Sattler i la dextrosa utilitzada.
Després de la Segona Guerra Mundial, les llimonades preparades es van fer cada cop més populars, i les pólvores efervescents, que ja estaven disponibles també amb sabors de gerds, gairebé van deixar de tenir un paper important en el món de les begudes. Avui dia, els joves de vegades encara consumeixen pólvores efervescents juntament amb alcohol, especialment amb vodka, de fet les pólvores es barregen amb l'alcohol dins de la boca.
A Alemanya generalment aquestes pólvores, es venen comercialment amb la marca Ahoj. A Suïssa, les pólvores efervescents es solen vendre com tauletes efervescents amb la marca Tiki. El mateix principi que amb les pólvores efervescents també s'utilitza per a les pastilles de vitamines efervescents i productes similars.

## En la cultura

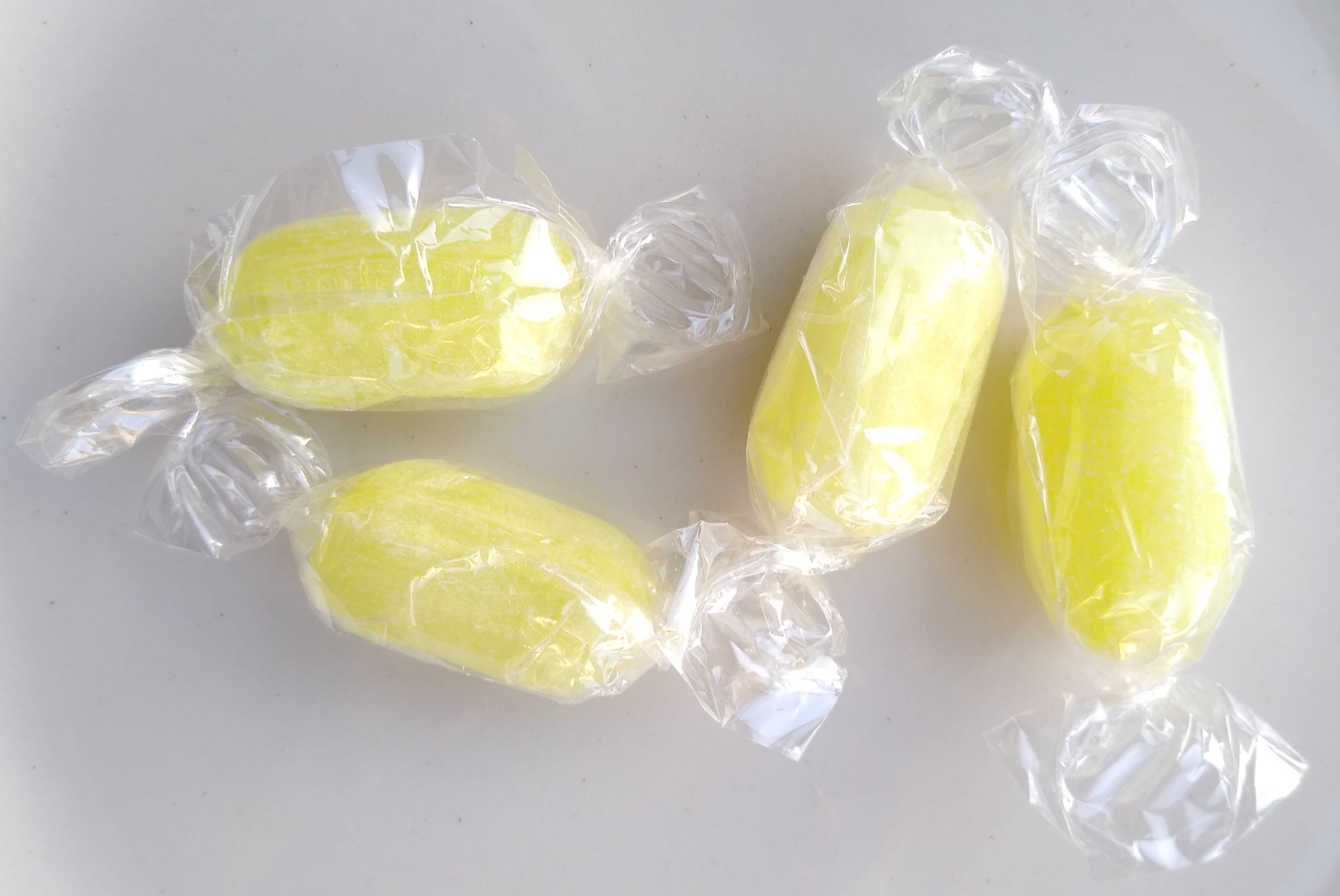
Sherbet lemons

En català ha passat a formar part del lèxic popular amb l'expressió "armar o muntar un sidral", que té el significat col·loquial de provocar un aldarull.
El Scherbert Lemon és un dolç que li agrada menjar a l'Albus Dumbledore a les novel·les de Harry Potter de JK Rowling. És la adaptació a l'obra de Rowling del Sherbet lemon, un caramel de llimona anglès amb un farcit de pólvores efervescents. També era la contrasenya per entrar a l'oficina d'en Dumbledore en el segon volum Harry Potter i la cambra secreta.
A la novel·la de Günter Grass El tambor de llauna, el petit Oskar Matzerath barreja pólvores efervescents i deixa que la seva amant Maria Truczinski li succioni aquesta barreja de la mà. Més tard ho repeteixen des del llombrígol de la Maria. És quan es fan evidents els primers sentiments sexuals de l'un per l'altre.